# Władysław Gzel
Władysław Augustyn Gzel (ur. 29 sierpnia 1942 w Świętochłowicach jako Walter Gsell, zm. 24 września 2019 w Essen, Niemcy) – polski piłkarz, napastnik.

## Kariera
W pierwszej lidze występował w Arkonii Szczecin oraz Zagłębiu Sosnowiec. W reprezentacji Polski debiutował w rozegranym 11 października 1962 spotkaniu z Marokiem, drugi i ostatni raz zagrał w 1964.
W 1988 wyjechał do Essen i powrócił do nazwiska Gsell.